# Самбхаджи I
Самбхаджи II или Самбхаджи I Колхапурский (маратхи संभाजी द्वितीय; 1698 — 18 декабря 1760) — 2-й раджа Колхапура из династии Бхонсле (1714—1760).

## Биография
Родился в 1698 году. Внук Шиваджи, второй сын Чхатрапати Маратхской империи Раджарама (1670—1700) от его второй жены Раджасбай. После поражения от чхатрапати Шаху, мачеха Самбхаджи, Тарабай, правившая от имени своего малолетнего сына Шиваджи II, затем основала конкурирующий двор в Колхапуре со своим сыном в качестве раджи Колхапура в 1710 году, который затем правил как Шиваджи I из рода Колхапура. Однако в 1714 году Раджасбай спровоцировала переворот против Тарабай и посадила на трон Колхапура своего собственного сына Самбхаджи II (титулованного как Самбхаджи I Колхапурский). Самбхаджи правил с 1714 по 1760 год.
В первые годы своего правления Самбхаджи заключил союз с Асафом Джахом I, низамом Хайдерабада, чтобы вырвать маратхское королевство у своего двоюродного брата Шаху. Поражение Низама от Баджирао I в битве при Палхеде в 1728 году привело к тому, что Низам прекратил поддержку Самбхаджи . Этот конфликт формально закончился в 1731 году, когда обе стороны подписали Варнский договор. По этому договору обе стороны признали претензии друг друга, и Шаху уступил Самбхаджи территорию между реками Кришна и Тунгабхадра. Он, однако, должен был оставаться вассалом Шаху. Ему наследовала Джиджибай (1716—1773) в качестве регента Шиваджи II из Колхапура.